# Rachel Martel
Rachel Martel, née le 12 mars 1939 à La Tuque, est une pianiste, claveciniste et accompagnatrice d’origine québécoise reconnue pour sa virtuosité, sa technique et sa musicalité.

## Carrière
Rachel Martel est née le 12 mars 1939 dans la ville de La Tuque. Elle est initiée au piano dès l’âge de 5 ans chez les Sœurs de L’Assomption dans sa ville natale où elle étudie pendant douze ans.
En 1953, elle entame des études spécialisées en piano à l'École supérieure de musique de Nicolet et ensuite, en 1956, elle est admise au Conservatoire de Musique de Québec dans la classe de Guy Bourassa. Seulement un an plus tard, elle remporte le grand prix au Concours Rotary à Québec. « Mlle Martel a triomphé de neufs autres concurrents, tous des premiers prix de 1954-55-56 ». En 1959, elle gagne le premier prix de piano au Conservatoire de musique de Québec et, la même année, elle gagne aussi le Prix d'Europe. Peu après, en 1961, Rachel Martel reçoit une bourse du Conseil des Arts du Canada, ce qui lui permet de  poursuivre ses études à Paris, en Allemagne et en Suisse sous la direction de plusieurs grands maîtres, notamment Yvonne Loriod-Messiaen. En 1962, elle est à nouveau boursière du Conseil de Arts du Canada.  Cette deuxième bourse lui aide à parfaire ses études en Europe durant quatre ans et lui permet également de participer à des concours musicaux internationaux. « Rachel Martel a joué à plusieurs reprises en récital ou avec orchestre à Karlsruhe; en deux occasions, elle a été invitée à jouer pour les auditeurs de la radio allemande. » D'autre part, elle détient un diplôme de l'Université de musique de Karlsruhe en Allemagne. Plus tard, en 1968, elle va aussi suivre des cours de clavecin avec Robert Veyron-Lacroix à Nice.
Dès son retour au Québec après son séjour en Europe, Rachel Martel offre beaucoup de performances en tant que soliste et chambriste pour les Jeunesses Musicales du Canada. En 1961, elle reçoit le prix spécial d'interprétation de la pièce canadienne imposée au premier concours national des Jeunesses Musicales du Canada. Elle effectue ensuite une première tournée JMC de 1962 à 1963 et une deuxième tournée de 1966 à 1967. En 1967, Rachel Martel obtient le poste de pianiste répétitrice à la Faculté de musique de l’Université Laval qu'elle conserve jusqu’en 2003.
Rachel Martel s'est produite à plusieurs reprises à la radio et à la télévision de la Société Radio-Canada. Elle a fait partie de plusieurs jurys et a participé à plusieurs enregistrements de disques en tant qu'accompagnatrice.  En 1997, elle est la première pianiste professionnelle québécoise à enregistrer sur un CD en tant que soliste. Son disque, intitulé Musique Magique II, est constitué d'un mélange de grands classiques. Lors de la présentation de son CD, Rachel Martel affirme ː « J'ai choisi un répertoire facile d'accès pour que les gens soient surpris de découvrir à quel point la musique classique peut très bien s'écouter. ». La pianiste a également participé à la production cinématographique Et que la musique continue…Frédéric Chopin sur toile et au piano qui illustre la vie de Chopin sur des toiles, qu'elle présente en 2011 dans sa ville natale.

## Distinctions

### Prix
- 1957: Grand prix au Concours Rotary à Québec
- 1959: Prix Opus
- 1959: Premier prix de piano au Conservatoire de musique de Québec
- 1961: Prix spécial d’interprétation de la pièce canadienne imposée au premier Concours des Jeunesses Musicales du Canada
- 1962: Prix Archambeault[15]
- 1962: Premier prix de virtuosité en Allemagne[2]

### Bourses
- 1961: Bourse du Conseil des Arts du Canada
- 1962: Bourse du Conseil des Arts du Canada

## Concerts
- Concert de l’harmonie de La Tuque dirigée par Mr. Aubert Montgrain en l’honneur de Maurice Richard (1953)[16]
- Concert Rachel Martel à La Tuque (1961)
- Concert des Jeunesses Musicales d’Arvida (1962)
- Concert avec l’orchestre symphonique de Québec avec le chef d’orchestre Françoys Bernier (1962)[17]
- Concert à Villa Musica (1965)
- Concert du Trio classique de Québec à Shawinigan (1966)
- Chansonnier classique de Montréal (1966)
- Concerts avec la Société de musique de Chambre de Québec sur Radio Canada
- Concert de musique ancienne avec Jean-Louis Rousseau et Pierre Boutet (1975)[18]
- Concert au Moulin seigneurial de Pointe-du-Lac (1977)
- Concerts Couperin avec Pierre Boutet (1979), avec Claude Ouellet-Garon (1980) et avec Danielle Bédard (1984)
- Concert avec Louise Lebrun (1981)[19]
- Concert Rémy Martin (1981)[20]
- Nos musiciens en concert au Chateau Frontenac avec Claude Garon-Ouellet (1985), avec Yves Bédard, Benoît Boutet et Martine Richard (1994), et avec Hélène Fortin (1995)
- Concerts-Cadeaux avec Hélène Lacasse (1989)[21]
- Concerts-Croissant avec Francine-Michelle Rousseau et Hugues St-Gelais (1990), avec Stefan Kluftinger (1990), avec Aziz Amrane (1994), avec Zbigniew Borowick (1996)
- Les classiques de l'Anglicane avec Hélène Lacasse (1991)[22]
- Concerts Clauhdel avec Hélène Lacasse (1990), avec Agathe Martel, Renée Lapointe, Hugues St-Gelais et Hélène Trépanier (1991) et avec Gyorgi Terebesi, Luc Beauchemin, Jin Hui, Caroline Fortin, Hélène Lacasse et André Bérubé (1992)
- Conférence-Concert avec psychologue Nicole Tremblay et violoniste François Guénette (1995 et 1996)
- Concert Envolées Lyriques avec Nathalie Caron, Guy Bélanger, Johanne Savard, Michel Desbiens, Vincent Coulombe et Claude Brodeur (1997)[23]
- Messe des Artistes avec Francois Guénette et Marc Moscovich (1992), avec Marie-Hélène Couture et Marie Grenon (1996), avec Martine Lachance, Guy Bélanger et Martin Bernard (2002), avec Caroline Clavet et Magalie Blanchet (2003), avec Martine Lachance et Éric Gauvin (2005), avec Sylvie Duchesneau et Paul-Roger Gagnon (2007), avec Guy Bélanger et Vincent Bélanger (2007), avec la famille Duval-Laplante (2007), avec René Voyer er Kevin Geddes (2007), et avec Christine St-Gelais et David St-Gelais (2007)
- Concerts avec Priscilla-Ann Tremblay à l'Espace Hyperion, à la Maison de Culture de Trois-Rivières et au Palais Montcalm (2012)

## Discographie

### Accompagnatrice
- 2002: Œuvres pour deux violons avec les violonistes Martin Le Sage et Gyorgy Terebesi
- 2003: Œuvres pour la flûte et le piano avec le flutiste Roger Cantin
- Les jeunes Violonistes avec le violoniste Marc Bélanger (2 volumes)
- Le mouvement Vivaldi avec le violoniste Marc Bélanger
- 2018: Ma contrebasse qui chante avec le bassiste Zbigniew Borowicz

### Soliste
- 1997: Musique Magique II